# Carolyn Pickles
Carolyn Pickles (Halifax (West Yorkshire), 8 februari 1952) is een Britse actrice.

## Biografie
Pickles studeerde af in drama aan de Universiteit van Manchester in Manchester, op deze universiteit begon zij met acteren op het schooltoneel. Naast het Engels spreekt zij ook vloeiend Frans en Russisch. 
Pickles begon in 1979 met acteren in de film Agatha, waarna zij nog meerdere rollen speelde in films en televisieseries. Zij is onder anderen bekend van haar rol als Kim Reid in de televisieserie The Bill (1990-1992), als Shelly Williams in de televisieserie Emmerdale Farm (2003-2005) en als Clothilde Bingel in de film Harry Potter and the Deathly Hallows: Part 1 (2010).  

## Filmografie

### Films
- 2022 Christmas on Mistletoe Farm - als oma
- 2018 The Spy Who Dumped Me - als Marsha
- 2014 Bonobo - als Celia
- 2013 Charlotte Link - Das andere Kind - als Jennifer Brankley
- 2010 Harry Potter and the Deathly Hallows: Part 1 - als Clothilde Bingel
- 2009 The Imaginarium of Doctor Parnassus - als vrouw in winkel
- 2007 Lady Godiva: Back in the Saddle - als Margaret Tanner
- 2007 Joe's Palace - als mrs. Hopkins
- 2003 Hans Christian Andersen: My Life as a Fairy Tale - als mrs. Dickens
- 2002 Prince William - als Camilla Parker Bowles
- 2002 Ali G Indahouse - als rector
- 2001 Evil under the sun, Agatha Christie's Poirot - als Emily Brewster
- 1997 Breakout - als Diane Cresswell
- 1996 Crossing the Floor - als terugkerende officier
- 1996 The Final Passage - als Mary
- 1995 Io no spik inglish - als Linda
- 1989 The Yellow Wallpaper - als Jennie
- 1984 Waiting for Alan - als Marcia
- 1984 Lace - als Muscles Templeton
- 1984 Champions - als Sally
- 1982 East Lynne - als Joyce Hallijohn
- 1980 The Mirror Crack'd - als miss Giles
- 1980 Brothers and Sisters - als Theresa Bennett / Jennifer Collins
- 1979 Tess - als Marian
- 1979 Agatha - als Charlotte Fisher

### Televisieseries
Uitgezonderd eenmalige gastrollen.
- 2022 Sister Boniface Mysteries - als moeder-overste Adrian - 4 afl.
- 2019 MotherFatherSon - als Ruth - 4 afl.
- 2013-2017 Broadchurch - als Maggie Radcliffe - 23 afl.
- 2016 New Blood - als Maureen Williams - 3 afl.
- 2016 EastEnders - als dr. Delia Forde - 4 afl.
- 2009-2011 Land Girls - als mrs. Gulliver - 9 afl.
- 2007 Doctors - als Ruth Mills - 3 afl.
- 2003-2005 Emmerdale Farm - als Shelly Williams - 62 afl.
- 2000-2001 Big Meg, Little Meg - als Margaret Johnson - 14 afl.
- 1997 All Quiet on the Preston Front - als Jeanetta - 6 afl.
- 1997 Original Sin - als miss Blackett - 3 afl.
- 1994-1995 The Tales of Para Handy - als Lady Ramsay - 5 afl.
- 1995 Castles - als Jane Rhodes - 3 afl.
- 1989-1994 May to December - als Simone Trevelyan - 23 afl.
- 1992 Early Travellers in North America - als Susanna Moodie - 4 afl.
- 1990-1992 The Bill - als Kim Reid - 39 afl.
- 1989 Through the Dragon's Eye - als Doris - 8 afl.
- 1986 Bluebell - als Margaret Kelly - 8 afl.
- 1984 Miracles Take Longer - als Vicky Thomas - 33 afl.
- 1982 We'll Meet Again - als Sally Bilton - 10 afl.
- 1981 Bread or Blood - als Mary Bawcombe - 5 afl.

- Bibliothèque nationale de France: cb16666270f (data)
- Library of Congress Control Number: no2015014373
- Virtual International Authority File: 296972104
- WorldCat: E39PBJppB7FWYRj6hb988J83cP